# Compsoptesis klossi
Compsoptesis klossi är en tvåvingeart som först beskrevs av Malloch 1930.  Compsoptesis klossi ingår i släktet Compsoptesis och familjen parasitflugor. Inga underarter finns listade i Catalogue of Life.